# Karina Skibby
 (août 2025).
Si vous disposez d'ouvrages ou d'articles de référence ou si vous connaissez des sites web de qualité traitant du thème abordé ici, merci de compléter l'article en donnant les références utiles à sa vérifiabilité et en les liant à la section « Notes et références ».
Karina Skibby, née le 16 juin 1965 à Frederiksberg, est une coureuse cycliste danoise. 
Elle est la sœur des coureurs cyclistes Jesper et Willy Skibby (en).

## Palmarès sur route

### Jeux Olympiques
- Séoul 1988
  - 42e de la course en ligne féminine de cyclisme sur route aux Jeux olympiques d'été de 1988
- Barcelone 1992
  - 11e de la course en ligne féminine de cyclisme sur route aux Jeux olympiques d'été de 1992

### Championnats nationaux
- 1982
  - 3e du championnat du Danemark sur route
- 1985
  -  Championne du Danemark sur route
  -  Championne du Danemark du contre-la-montre
- 1986
  -  Championne du Danemark du contre-la-montre
- 1987
  - 2e du championnat du Danemark du contre-la-montre
  - 3e du championnat du Danemark sur route
- 1988
  - 2e du championnat du Danemark du contre-la-montre
- 1989
  -  Championne du Danemark sur route
  - 2e du championnat du Danemark du contre-la-montre
- 1990
  -  Championne du Danemark sur route
  - 2e du championnat du Danemark du contre-la-montre
  - 3e du Tour de Norvège (GP Postgiro)
  - 3e du Tour de la Drôme
- 1991
  -  Championne du Danemark sur route
  - 2e du championnat du Danemark du contre-la-montre
- 1992
  - 2e du Tour de Berne féminin